# Yancy Butler
Yancy Victoria Butler, född 2 juli 1970 i stadsdelen Greenwich Village i New York, är en amerikansk skådespelerska. Hon är kanske är mest känd för sin roll som detektiven Sara "Pez" Pezzini i TV-serien Witchblade (2001–2002) men har även varit med filmer såsom Drop Zone (1994), The Ex (1997), Hard Target (1993) och Shark Week (2012). Hon spelar ofta starka, självständiga kvinnor. Hennes första skådespelarroll var i Savage Weekend (1979) och hennes senaste var som Mrs. D'Amico i Kick-Ass 2 (2013).